# 万寿桥 (福州)
万寿桥（平話字：Uâng-sêu-giò），又称台江万寿桥，俗稱大桥，是中国福建省福州市的一座横跨闽江的桥梁，连接闽江北岸的台江区与闽江中央的中洲岛，岛南部则以江南桥与仓山区相连，它始建于14世纪的元代，全长391米，宽4.5米，桥下有37孔水道，桥南端在18世纪重建。1931年桥面改建为钢筋混凝土结构并进行了拓宽。1949年后改名为解放大桥。1971年改建時，將其與江南橋連為一體，形成橋聯橋的獨特風格。1992年11月2日，台江萬壽橋、江南橋被列為福州市文物保護單位，台江萬壽橋的年代為元代。

## 前身
宋代以前，闽江福州段上没有跨江桥梁，只有渡口。北宋末年，江上因沙洲的形成，阻碍部分渡船航道，1093年（宋元祐八年），福州太守王祖道就发动民众在城南的闽江上兴建浮桥，将数十条船只固定于江中的石柱上，船之间铺木板为桥面。1141年又建成无护栏的石墩桥，因为桥长而且江阔水深，行人往来不便。

## 兴建
元代，福州万寿寺僧人法助在1303年奉旨募造石桥，工程浩大，历时20年，法助在建造期间去世，他的徒弟接替他进行监督。1322年（元至治二年），桥梁落成，为纪念万寿寺的法助，就命名为万寿桥。桥梁为采用石板石梁的简支石桥，全长391米，宽4.5米，桥下有37孔水道。桥墩高5米，其上下游造成三角形分水头，两尖端上翘为船首形。桥面用40吨大石梁铺成。整座桥平面上略有弯曲。后来在南端又兴建有石梁5孔、木梁4孔的木石混合结构的江南桥。

## 历代改建

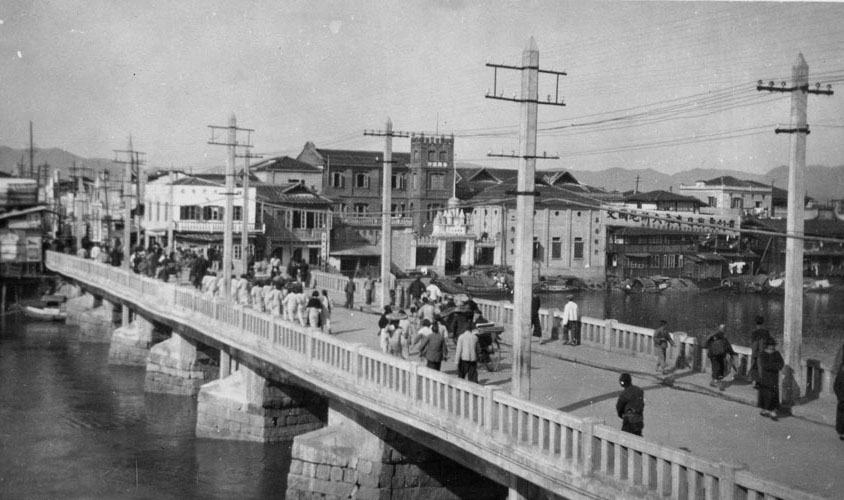
日本人重修后的万寿桥，1932年左右

1751年（清乾隆十六年），万寿桥南端的江南桥被大水冲毁，乡人于1752年重修了一座长105米的石桥。1930年，又对万寿桥进行改造，由日本大和工业合资会社承包工程，在原石梁基础上加建钢筋混凝土，拓宽包括江南桥在内的桥面至9米，中间为宽6米的车行道，两侧人行道各1.5米，1931年竣工。1949年中华人民共和国成立后改名为解放大桥，并于1970年进行大规模改建。

## 民间传说中的万寿桥
福州民间传说有云法助在修建万寿桥时，被闽江中的猴、蚌二怪阻挠，填石被冲散，工人被溺死，桥梁屡修屡坏，无法建成，后来柳七娘协助降伏妖怪，法助才得以完成工程。